# Asking Alexandria
Asking Alexandria ist eine britische Metalcore-Band, die 2003 unter dem Namen Amongst Us gegründet wurde. Das inoffizielle erste Album Stand Up and Scream debütierte auf dem 5. Platz der US-Heatseekers-Billboard-Charts und erreichte den 170. Platz in den US-Album-Charts. Die Band hat ihren eigentlichen Ursprung in Dubai/Vereinigte Arabische Emirate. Die Band löste sich 2007 auf, wurde aber bereits ein Jahr später mit komplett neuer Besetzung in York/North Yorkshire wieder ins Leben gerufen. Die Band besteht momentan aus Cameron Liddell (Rhythmus-Gitarre), Sam Bettley (Bass), James Cassells (Schlagzeug) und Danny Worsnop (Gesang).

## Geschichte

### Gründung als „Amongst Us“ und Neugründung als „Asking Alexandria“
Die Band hat ihre Wurzeln in den Vereinigten Arabischen Emiraten. Sie wurde 2003 unter dem Namen Amongst Us von dem Gitarristen Ben Bruce in Dubai gegründet. Kurz nach der Gründung der Band verließen einige Mitglieder das Land, sodass auch Ben Bruce auswanderte. In einem Interview mit Gulf News bestätigte Bruce, dass er Dubai verlassen wird.

“It was ridiculously hard to keep the band going because people come and go in Dubai.”

„Es war verdammt schwer, die Band am laufen zu halten, denn die Leute in Dubai kommen und gehen.“

Mit neuen Mitgliedern und neuem Songmaterial änderte sich der Name der Band in End Of Reason. Der Name wurde ausgesucht, nachdem man lange Zeit ohne Erfolg versucht hat, einen Namen zu finden, der einen guten Hintergrund besitzt. Die Band veröffentlichte unter diesem Namen ihre EP Tomorrow.Hope.Goodbye. Mit dieser EP erntete die Band nicht nur großen kommerziellen Erfolg, sondern auch Vertragsangebote vom US-amerikanischen Label Sonicwave International und dem britischen Label Hangmans Joke Recordings. Kurz nach der Veröffentlichung ging die Band als Opener für Bands wie Jimmy Eat World, boysetsfire und Pennywise auf Konzerttour.
Nach immer größer werdendem Erfolg erfolgte 2007 eine erneute Namensänderung in Asking Alexandria. Am 25. Juni 2007 veröffentlichte die Band ihr Debütalbum The Irony of Your Perfection bei Hangmans Joke Recordings. Danach ging die Band auf neunmonatige Konzerttour, bei der die Band auch in Deutschland, Schweden, Frankreich und den Niederlanden Konzerte gab. Bruce sagte in einem Interview, dass die Band, die in Dubai gegründet wurde, sich auflösen wolle.

### 2008–2009: Neugründung im Vereinigten Königreich undStand Up and Scream
2008 zog Bruce zurück nach England um seine weitere Musikerkarriere zu planen, jedoch wusste er nicht, was er tun sollte, sodass er nach neuen Mitgliedern suchte, die mit ihm eine neue Band gründen wollen. Nachdem er neue Mitglieder finden konnte, wurde die Band Asking Alexandria erneut ins Leben gerufen. In seinem Myspace-Blog sagte Bruce, dass er der Namensfinder sei, und die derzeitige Band nicht mit der früheren Band und deren Veröffentlichungen zu vergleichen ist.
Die Band hat bereits mehrere Besatzungswechsel durchlebt, so verließen Ryan Binns (Synthesizer) und Joe Lancaster die Band (Bass). Letzterer wurde durch den Bassisten Sam Bettley ersetzt. Zwischen 2008 und 2009 ging die Band auf Tour. Im Mai 2009 unterzeichnete die Band einen Vertrag bei Sumerian Records, wo die Band ihr Debütalbum Stand Up And Scream veröffentlichte. Es erschien am 15. September 2009. Danach ging die Band erneut auf Tour um ihre Bekanntheit in den Vereinigten Staaten weiter auszubauen. Die Band ging mit Größen wie Alesana, Enter Shikari, The Bled und Evergreen Terrace auf Konzerttour.

### 2011–2012:Reckless & Relentless

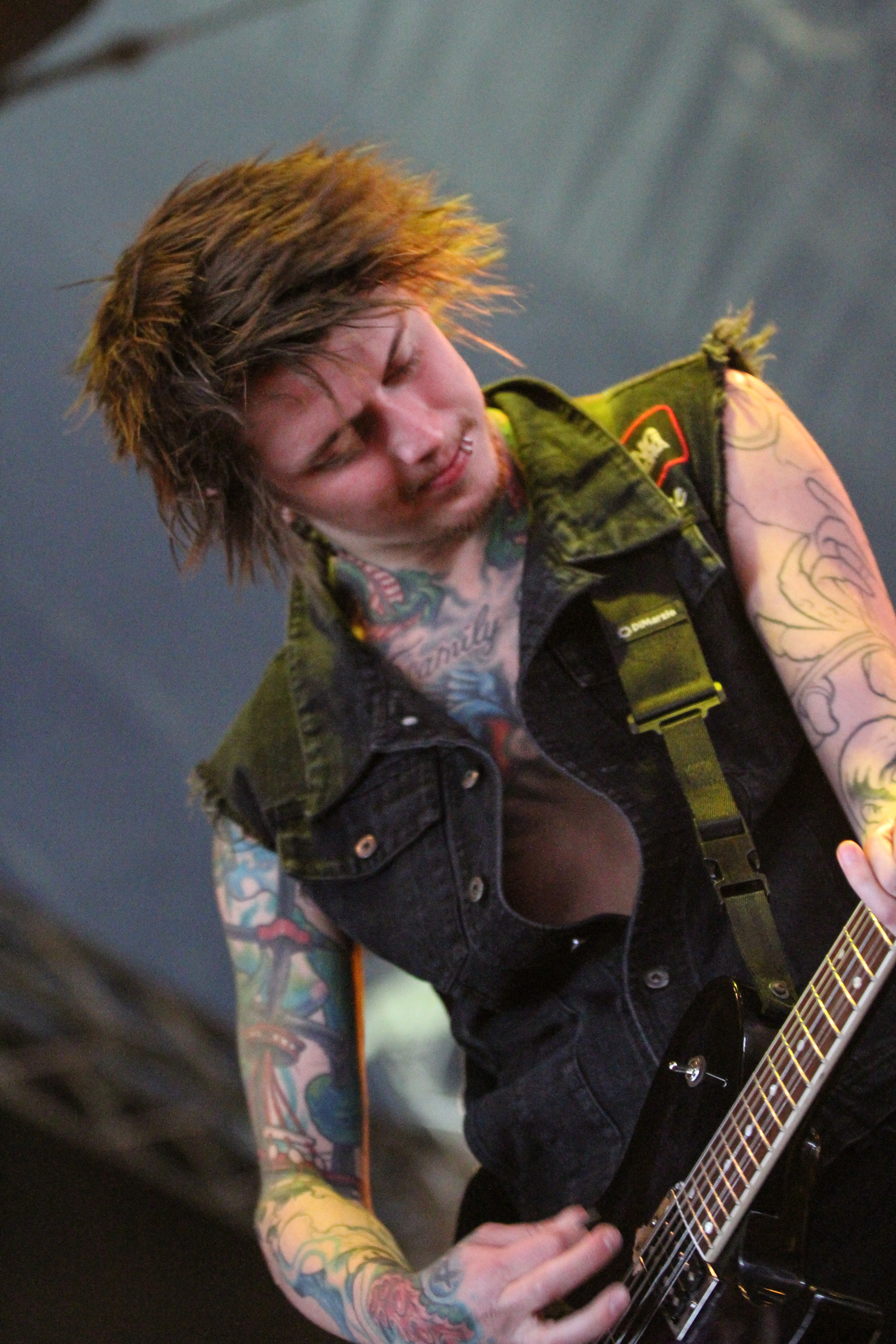
Ben Bruce beim With Full Force 2013

Im März 2010 ging die Band erneut auf Tour zusammen mit Attack Attack!, Breathe Carolina, I See Stars und einer neugegründeten Metalcore-Band, die Bury Tomorrow heißt. Diese Tour endete 10 Tage vor dem Start ihrer Europa-Tour mit Dance Gavin Dance und In Fear and Faith. Die Tour führte auch aufs Groezrock-Festival und wurde um zwei Tage verlängert, damit die Band auch auf dem The Bamboozle-Festival in New Jersey teilnehmen konnte. Im Juni geht die Band erstmals als Headliner auf Nordamerika-Tour. Vorgruppen waren We Came as Romans, From First to Last, Our Last Night und A Bullet for Pretty Boy.
Das Album Reckless & Relentless erschien am 5. April 2011 weltweit auf dem Markt. Es erreichte den 98. Platz der UK-Charts und Platz 9 der offiziellen US-Charts. Zwischenzeitlich erhielt das Album eine Doppel-Platin-Auszeichnung in den Vereinigten Staaten, wo sich das Album schnell mehr als zwei Millionen Mal verkaufte. Anfang des Jahres 2012 tourte Asking Alexandria durch Europa. Auf der „Still Reckless Tour“ spielte die Gruppe vom 10. Januar bis zum 18. Februar 2012 in Großbritannien, Belgien, den Niederlanden, Deutschland, Dänemark, Schweden, Tschechien, Italien, Luxemburg, Frankreich und der Schweiz. Im Vorprogramm spielten Blessthefall, Chelsea Grin und With One Last Breath. Letztere tourte allerdings nur im Vereinigten Königreich als Vorgruppe. Es wurde bekannt, dass die Gruppe an dem Nachfolgeralbum von „Reckless & Relentless“ arbeite. Am 22. September 2012 tourte Asking Alexandria durch Südamerika. Konzerte fanden in Argentinien, Chile, Brasilien, Kolumbien und Venezuela statt. Erneut traten Miss May I und Chelsea Grin auf der Tour als Vorgruppen auf.

### 2013–2014: From Death to Destiny
Die Gruppe arbeitete neben der damaligen Tour-Aktivität an dem dritten Studioalbum, die Veröffentlichung war für 2013 vorgesehen. Das englischsprachige Revolver Magazine nahm dieses Album in die Liste der „Most Anticipated Albums of 2012“ („die langersehnten Alben 2012“).
Am 1. Mai 2012 veröffentlichte die Gruppe den Trailer zu ihrem am 15. Mai 2012 erschienenen Kurzfilm „Through Sin + Self-destruction“, welches das „wahre Leben der heutigen Rockmusiker unzensiert darstellen“ solle. In dem Film ist eine Video-Trilogie (bestehend aus den Songs „Reckless & Relentless“, „To the Stage“ und „Dear Insanity“) zu sehen. Dieser Kurzfilm ist bei ITunes erhältlich.
Am 21. Januar des Jahres 2013 startete eine Europa-Tournee mit Auftritten in Brüssel, Amsterdam, Hamburg, Kopenhagen, Stockholm, Göteborg, Berlin, Prag, Wien, München, Mailand, Zürich, Wiesbaden, Köln und Luxemburg. Als Support spielten Betraying the Martyrs, Motionless in White und While She Sleeps. Ende März 2013 gab die Band bekannt im Sommer dieses Jahres ein neues Album unter dem Namen From Death to Destiny veröffentlichen zu wollen. Zudem präsentierte die Band einen neuen Song, welcher auf diesem erscheinen soll. Am 20. Mai 2013 wurde bekannt, dass From Death to Destiny voraussichtlich am 6. August 2013 veröffentlicht wird. Es erschien Anfang August und konnte sich in mehreren nationalen Charts positionieren.
Die Gruppe spielte eine Konzertreise in den Vereinigten Staaten mit Chimaira, Whitechapel, I Killed the Prom Queen und Motionless in White. Diese Tournee hieß Don’t Pray for Us Tour. Sie startete am 19. April 2013 in Wichita (Kansas) und endete am 25. Mai 2013 mit einem Auftritt auf dem Rocklahoma Fest in Pryor (Oklahoma). Im Juni und Juli spielte Asking Alexandria auf mehreren Festivals, darunter Rock am Ring und dem With Full Force. Ende September und Oktober wird die Gruppe für mehrere Konzerte mit Korn und Love and Death zu sehen sein. Zuvor wird die Gruppe Ende August eine Tour durch Südamerika spielen. Auftritte sind in Chile, Kolumbien, Brasilien, Argentinien und Mexiko geplant. Als Co-Headliner sind Motionless in White bestätigt worden.
Am 3. Dezember 2013 wurde die Single The Final Episode (Let’s Change the Channel) mit einer Goldenen Schallplatte in den Vereinigten Staaten ausgezeichnet.

### Seit 2015: Rücktritt und Rückkehr Worsnops, Einweihung und Ausstieg von Denis Stoff, The Black

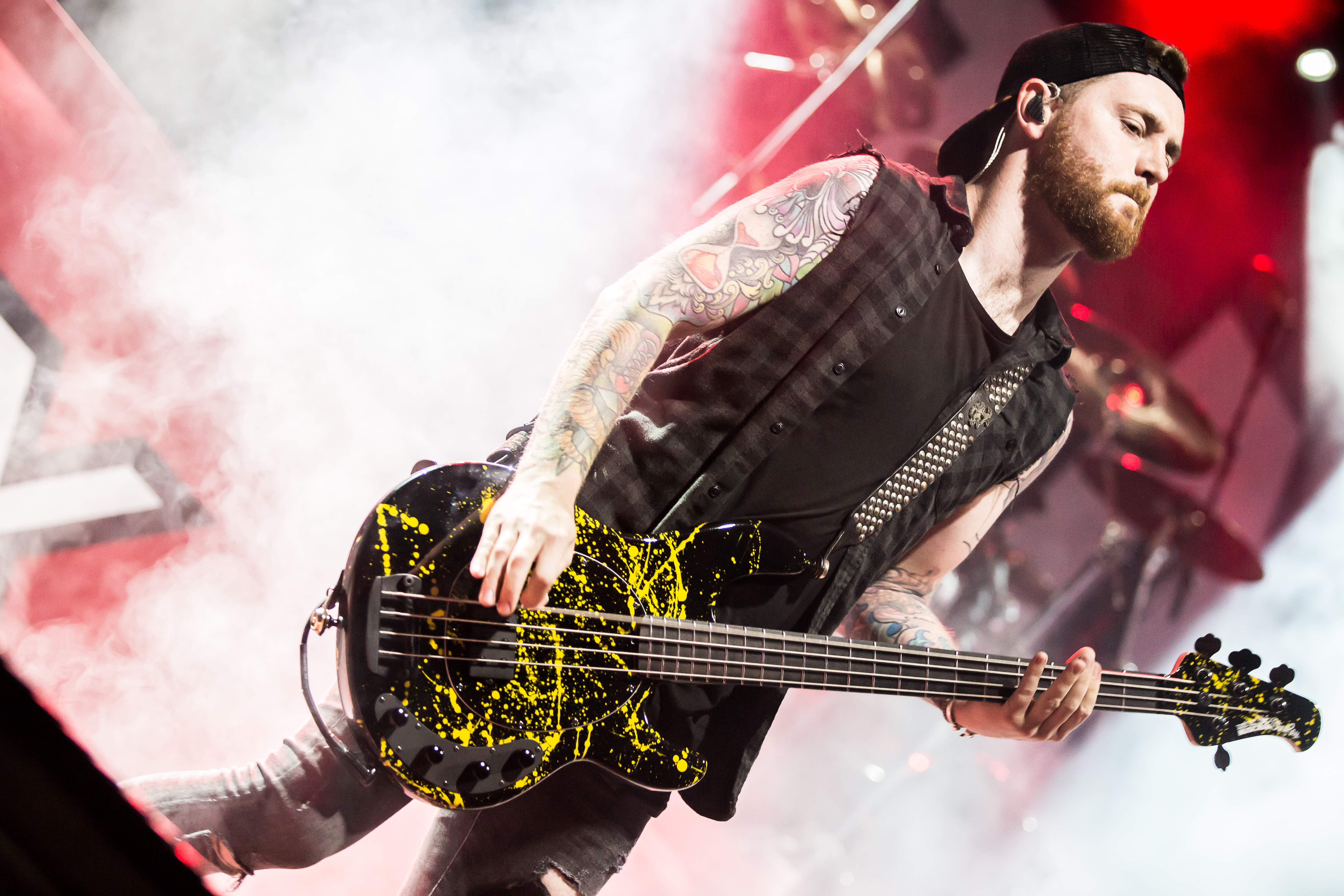
Bassist Sam Bettley, With Full Force 2018

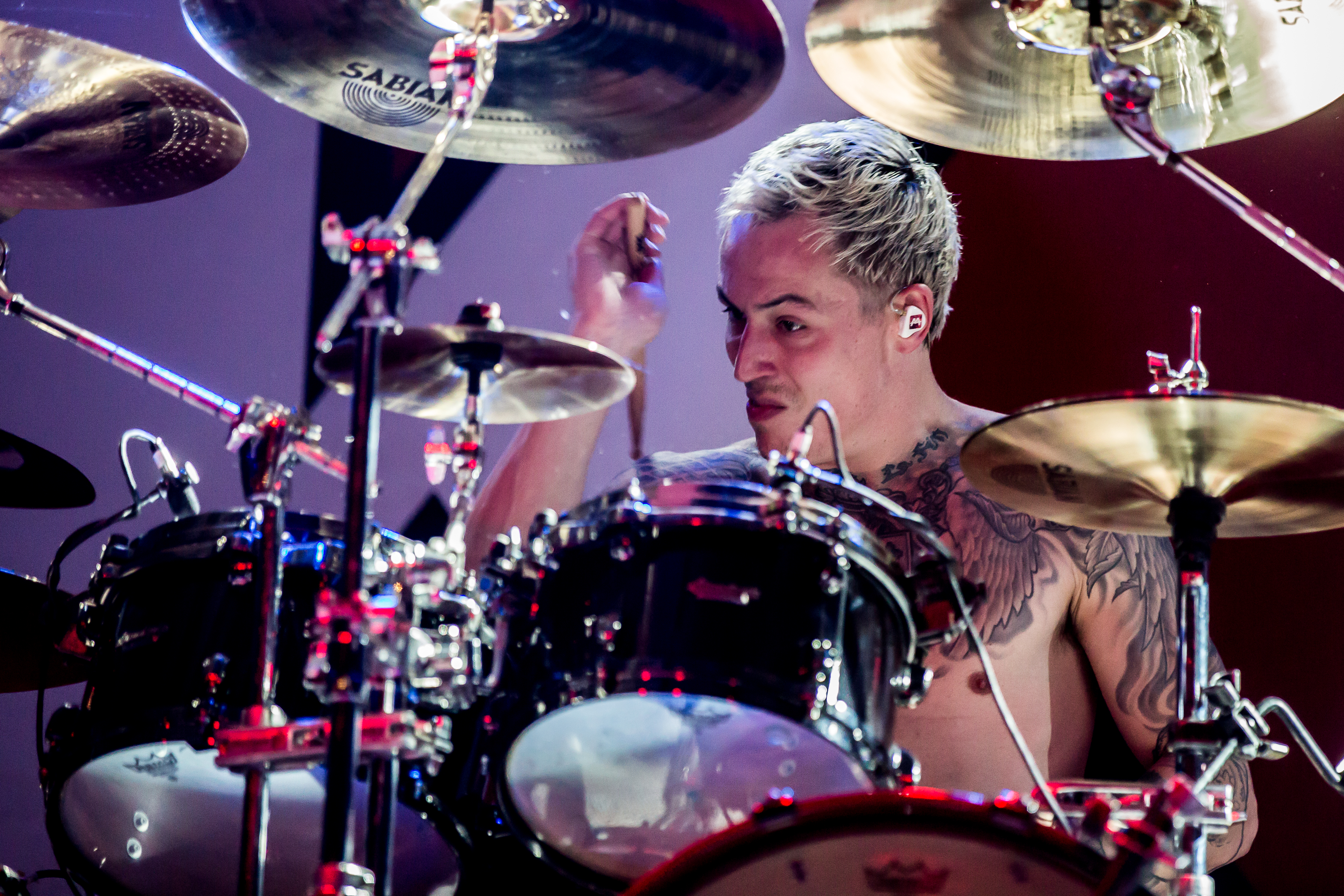
Schlagzeuger James Cassells, With Full Force 2018

Im Januar 2015 gab Danny Worsnop sein Ausscheiden aus der Band bekannt. Knapp fünf Monate später, am 27. Mai 2015, wurde mit Denis Stoff ein neuer Frontsänger vorgestellt. Zudem wurde mit I Won’t Give In ein neues Lied veröffentlicht. Am 29. September wurde das zweite mit Denys Schaforostow aufgenommene Lied Undivided veröffentlicht. Am 24. Dezember 2015 wurde das vierte Studioalbum mit dem Titel The Black bekanntgegeben, das am 25. März 2016 veröffentlicht wurde. Am 22. Oktober 2016 gab Lead-Sänger Denys Schaforostow via Twitter seinen Rücktritt bekannt, zugleich kehrte für ihn Danny Worsnop zurück.

### 2017–2019:Asking Alexandriaself-titled Album und Deluxe-VersionLP5 DLX
Das selbst-betitelte (self-titled) Album Asking Alexandria veröffentlichte die Band am 15. Dezember 2017. Knapp zwei Jahre später, am 27. Dezember 2019, veröffentlichte die Band eine Deluxe-Version des selbst-betitelten Albums unter dem Namen LP5 DLX; neben den Original-Songs des Albums enthält dieses sechs weitere bislang unveröffentlichte Bonustracks.

## Stil
Die Band spielt Melodic Metalcore und vermischt diesen mit Electro-Elementen, jedoch bezeichnen sie sich nicht als Trancecore-Band und distanziert sich so von musikalischen Einflüssen wie Enter Shikari. Der Sänger Danny Worsnop wechselt seine Vocals ständig, so kommen Veränderungen auch während der Songs vor. So wechselt er zwischen harten Growls und Screamings sowie klarem Gesang.

## Diskografie

### Alben
| Jahr | Titel Musiklabel                                      | Höchstplatzierung, Gesamtwochen, AuszeichnungChartplatzierungen (Jahr, Titel, Musiklabel, Platzierungen, Wochen, Auszeichnungen, Anmerkungen) | Höchstplatzierung, Gesamtwochen, AuszeichnungChartplatzierungen (Jahr, Titel, Musiklabel, Platzierungen, Wochen, Auszeichnungen, Anmerkungen) | Höchstplatzierung, Gesamtwochen, AuszeichnungChartplatzierungen (Jahr, Titel, Musiklabel, Platzierungen, Wochen, Auszeichnungen, Anmerkungen) | Höchstplatzierung, Gesamtwochen, AuszeichnungChartplatzierungen (Jahr, Titel, Musiklabel, Platzierungen, Wochen, Auszeichnungen, Anmerkungen) | Höchstplatzierung, Gesamtwochen, AuszeichnungChartplatzierungen (Jahr, Titel, Musiklabel, Platzierungen, Wochen, Auszeichnungen, Anmerkungen) | Höchstplatzierung, Gesamtwochen, AuszeichnungChartplatzierungen (Jahr, Titel, Musiklabel, Platzierungen, Wochen, Auszeichnungen, Anmerkungen) | Anmerkungen                              |
| Jahr | Titel Musiklabel                                      | DE | AT | CH | UK | US | Rock | Anmerkungen                              |
| ---- | ----------------------------------------------------- | --- | --- | --- | --- | --- | --- | ---------------------------------------- |
| 2007 | The Irony of Your Perfection Hangmans Joke Recordings | — | — | — | — | — | — | Erstveröffentlichung: 2007               |
| 2009 | Stand Up and Scream Sumerian Records                  | — | — | — | — | US170 (1 Wo.)US | — | Erstveröffentlichung: 15. September 2009 |
| 2011 | Reckless and Relentless Sumerian Records              | — | — | — | UK98 (1 Wo.)UK | US9 (7 Wo.)US | Rock4 (6 Wo.)Rock | Erstveröffentlichung: 5. April 2011      |
| 2013 | From Death to Destiny Sumerian Records                | DE24 (1 Wo.)DE | AT14 (1 Wo.)AT | — | UK28 (2 Wo.)UK | US5 (8 Wo.)US | Rock2 (6 Wo.)Rock | Erstveröffentlichung: 6. August 2013     |
| 2016 | The Black Sumerian Records                            | DE23 (1 Wo.)DE | AT15 (2 Wo.)AT | CH24 (2 Wo.)CH | UK15 (2 Wo.)UK | US9 (2 Wo.)US | Rock1 (9 Wo.)Rock | Erstveröffentlichung: 25. März 2016      |
| 2017 | Asking Alexandria Sumerian Records                    | DE71 (1 Wo.)DE | — | CH63 (1 Wo.)CH | UK86 (1 Wo.)UK | US27 (1 Wo.)US | Rock2 (1 Wo.)Rock | Erstveröffentlichung: 15. Dezember 2017  |
| 2020 | Like a House on Fire Sumerian Records                 | — | — | CH65 (1 Wo.)CH | — | US80 (1 Wo.)US | Rock9 (1 Wo.)Rock | Erstveröffentlichung: 15. Mai 2020       |
| 2021 | See What’s on the Inside Better Noise Music           | DE50 (1 Wo.)DE | — | CH79 (1 Wo.)CH | — | — | — | Erstveröffentlichung: 1. Oktober 2021    |
| 2023 | Where Do We Go from Here? Better Noise Music          | DE79 (1 Wo.)DE | — | — | — | — | — | Erstveröffentlichung: 25. August 2023    |

### Remixalben
- 2011: Stepped Up and Scratched (Sumerian Records)

### Demos
- 2005: Demo (Eigenproduktion)
- 2008: Demo (Eigenproduktion)

### EPs
- 2006: Tomorrow.Hope.Goodbye (Eigenproduktion)
- 2010: Life Gone Wild
- 2012: Under the Influence: A Tribute to the Legends of Hard Rock
- 2022: Never Gonna Learn
- 2024: Dark Void
- 2024: Where Do We Go from Here? The Remixes

### Singles
- 2009: The Final Episode (Let’s Change the Channel) (US: Gold)
- 2009: Not the American Average (US: Gold)
- 2011: Morte et dabo
- 2012: Run Free
- 2013: The Death of Me
- 2013: Killing You
- 2014: Closure
- 2014: Moving On (Acoustic) (US: Gold)
- 2015: I Won’t Give In (US: Gold)
- 2015: Undivided
- 2016: The Black
- 2016: Let It Sleep
- 2017: Into the Fire (US: Gold)
- 2017: Where Did It Go?
- 2018: Alone in a Room (US: Gold)
- 2019: Vultures
- 2019: The Violence
- 2020: They Don’t Want What They Want (and They Don’t Care)
- 2020: Antisocialist

### Musikvideos
- 2009: The Final Episode (Let’s Change the Channel)
- 2010: A Prophecy
- 2010: If You Can’t Ride Two Horses at Once … You Should Get Out of the Circus
- 2011: Closure
- 2011: To the Stage
- 2011: Not the American Average
- 2011: Dear Insanity
- 2011: Reckless and Relentless
- 2012: Through Sin and Self Destruction
- 2012: Breathless
- 2013: The Death of Me
- 2013: Run Free
- 2013: Killing You
- 2014: Moving On
- 2015: I Won’t Give In
- 2016: The Black
- 2016: Let It Sleep
- 2017: Into the Fire
- 2018: Alone in a Room

## Touren
Das ist eine Liste über Asking Alexandrias Konzerttouren; einzelne Konzerte werden nicht berücksichtigt.
| Blaze of Glory Tour                           | A Static Lullaby, Vanna, Asking Alexandria, Motionless in White, Tides of Man                     | Nordamerika | 17. Juni – 22. Juli 2009         |
| VS. Tour                                      | Alesana, The Bled, Enter Shikari, Broadway, Asking Alexandria, Madina Lake                        | Nordamerika | 4. – 30. September 2009          |
| Almost Home-less Tour                         | Evergreen Terrace, For the Fallen Dreams, Asking Alexandria, Unholy                               | Nordamerika | 20. Oktober – 13. November 2009  |
| You’d Be Way Cuter in a Coffin Tour           | Alesana, From First to Last, Asking Alexandria, The Word Alive, Memphis May Fire                  | Nordamerika | 27. November – 19. Dezember 2009 |
| The Artery Foundation Across the Nation Tour  | Attack Attack!, Breathe Carolina, I See Stars, Asking Alexandria, Bury Tomorrow                   | Nordamerika | 3. März – 4. April 2010          |
| —                                             | Dance Gavin Dance, In Fear and Faith, Asking Alexandria                                           | Europa      | 14. – 28. April 2010             |
| Welcome to the Circus Tour                    | Asking Alexandria, We Came as Romans, From First to Last, Our Last Night, A Bullet for Pretty Boy | Nordamerika | 8. Mai – 9. Juni 2010            |
| „—“ bedeutet, dass die Tour keinen Namen hat. |                                                                                                   |             |                                  |